# Föreningsgatan, Göteborg
Föreningsgatan är en cirka 620 meter lång gata i stadsdelarna Annedal och Vasastaden i Göteborg. Gatan planerades kring sekelskiftet som en del av en villastad. Ett antal av husen är ritade av dåvarande stadsarkitekt Carl Fahlström. Längs gatan ligger bland annat "Lilla Sam", det vill säga Göteborgs högre samskolas förskola, låg- och mellanstadium och Restaurang Krakow. Göteborgs kristliga studenthem Jeriko på Föreningsgatan 32, ligger i det så kallade Hemtrevnads-huset.
Gatan fick sitt namn 1882 då namnberedningen tyckte att gatan förenade mycket åtskilda stadsdelar samt förenade de tomter som Göteborgs stad hade köpt in och som gränsade till gatan. Tidigare hette gatan Trädgårdsgränd.